# Hanyang
Hanyang (cinese: 汉阳区; romanizzazione Wade-Giles: Han-yang) è una vasta area urbana e industriale dello sheng (provincia) dello Hubei centro-orientale, in Cina centrale. 
Situata sulla riva destra del fiume Han presso la sua confluenza con il fiume Yangtze (Chang Jiang), di fronte ad Hankou, è la più occidentale delle tre antiche città (l'altra è Wuchang) che attualmente costituiscono la grande conurbazione di Wuhan. Hanyang ricevette questo nome sotto la dinastia Sui (581-618 d.C.). Agli inizi del XX secolo, divenne il sito della prima industria moderna della Cina per la lavorazione di ferro e acciaio, divenendo, inoltre, una delle principali città-arsenale del Paese. Hanyang venne occupata dai giapponesi nel 1938-45, e nel 1949, dopo l'istituzione della Repubblica Popolare Cinese, venne fusa ad Hankou e Wuchang per formare Wuhan.

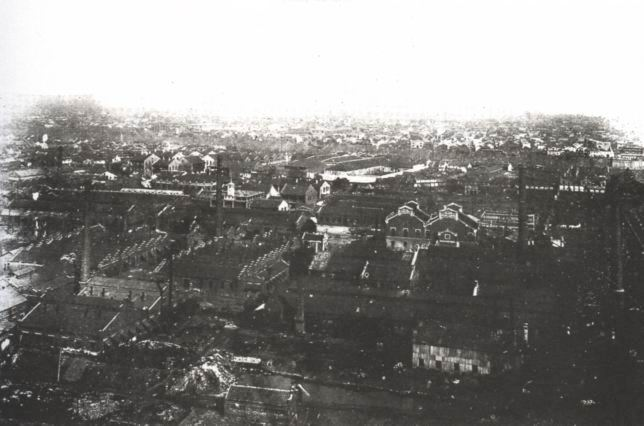
L'Arsenale di Hanyang.